# Raquel Corral
Raquel Corral, född den 1 december 1980 i Madrid, Spanien, är en spansk konstsimmare.
Hon tog OS-silver i lagtävlingen i konstsim i samband med de olympiska konstsimstävlingarna 2008 i Peking.